# Ischnurges paulianalis
Ischnurges paulianalis là một loài bướm đêm trong họ Crambidae.